# 바더구

바더 구의 위치

바더구(한국어: 팔덕구, 중국어: 八德區, 병음: Bādé Qū)는 중화민국 타오위안 시 북부에 위치한 시할구이다. 넓이는 33.7111km2이고, 인구는 2015년 8월 기준으로 185,665명이다.

## 지리
바더 구는 타오위안 시 동북부, 타오위안 대지의 동북단에 위치하고 있다. 동쪽은 신베이시 잉거 구와 서쪽은 중리 구와 남쪽은 다시 구와 북쪽은 타오위안 구와 서남쪽은 핑전 구와 각각 접하고 있다. 동서로는 6,760 m, 남북으로는 8,460m이고 서쪽은 비교적 열려 있다. 타오위안 시에서 최소 면적의 행정구역이며 인구밀도는 4,031/km2이다.
지형은 대지이고 지세는 동남부가 약간 높아지는 것 외에는 평탄하다. 해발은 110~115m이고 체둥시(茄苳溪)가 시내 남서쪽에서 북쪽을 향해 흘러 난칸시(南崁溪)에 유입되고 있다. 그러나 농업면에서는 수리 관개 설비가 불충분하고 시내에는 비당(埤塘)으로 불리는 저수지가 점재하는 것이 특징이다. 초기의 입식자가 빗물에 의거한 농업으로부터의 탈각을 목표로 하고 물고기나 새우의 양식을 행하는 것을 목적으로 만들어져 200~300년의 역사를 가지고 있다. 현재 시내에는 80개가 넘는 저수지가 현존 하고 있다.

## 역사
바더 구는 예전에는 팔괴조(八塊厝)로 불렸고 그 유래에는 2가지 설 있다. 하나는 개발을 시작되던 1741년, 이 지역에 장두, 장미, 도정두, 연성, 구성, 성외, 공관, 조창의 8개 취락이 있어 이 때문에 팔괴조라고 명명되었다는 것이다. 다른 설은 1745년, 복건, 광동으로부터의 이민자가 이주해 사(謝), 소(蕭), 구(邱), 여(呂), 뇌(頼), 황(黄), 오(呉), 이(李)의 8개 성의 사람들이 각각 가옥을 지은 것에서 팔괴조라고 명명되었다는 것이다.
1920년의 타이완 지방제 개편 때 핫카이(八塊)로 개칭되었고 전후에 바더로 개칭되었다. 몇 차례의 행정 개편을 거쳐 1995년 1월 1일에 시로 승격했다.

## 교통
- 국도 2호선